# Eerste klasse (vrouwenvoetbal België)
De Eerste Klasse was t/m het seizoen 2011/12 het hoogste niveau van het vrouwenvoetbal in België en is sinds de invoering van de Women's BeNe League (die na 3 seizoenen werd opgeheven en door de Super League opgevolgd) in 2012 het tweede niveau. 
De competitie telt 16 ploegen waarvan de winnaar kan promoveren naar de Super League als die voldoet aan de licentievoorwaarden. 
De competitie wordt georganiseerd door de KBVB.

## Competitie
De competitie start doorgaans op het eind van de zomer, iets later dan het herenvoetbal, en eindigt net als de andere voetbalcompetities in de lente van het daaropvolgende jaar. Elke ploeg speelt twee maal tegen elk van de andere ploegen, wat 26 wedstrijden per ploeg geeft. Punten worden sinds 1995 toegekend volgens het driepuntensysteem.

## Geschiedenis
In het begin van de jaren zeventig organiseerde de Voetbalbond de eerste officiële vrouwenvoetbalcompetities. In 1971/72 en 1972/73 bestond er niet één hoogste nationale afdeling, maar wel drie, respectievelijk vier, hoogste nationale reeksen. Daarna werd tussen de winnaars een eindronde gespeeld voor de titel. Sinds 1973 wordt er jaarlijks in één reeks gespeeld in de hoogste klasse.
Twee succesvolle ploegen in die eerste jaren waren Astrio Begijnendijk en Saint-Nicolas FC de Liège. Die laatste, die vanaf 1974 autonoom zou verdergaan als Standard Fémina de Liège, zou de succesvolste club worden uit de geschiedenis van het Belgische vrouwenvoetbal en zou als Standard nog dertien titels in eerste klasse verzamelen tot 2012 (toen de Eerste Klasse ophield de hoogste nationale reeks te zijn).
Tijdens de jaren 1990 kenden de vrouwensecties van RSC Anderlecht en KSC Eendracht Aalst succes. Bij het begin van de 21ste eeuw pakte Rapide Wezemaal verschillende landstitels. Sinds 2001 kan de landskampioen deelnemen aan de Europese UEFA Women's Cup, waarvan de naam sinds 2009 veranderd is in UEFA Women's Champions League.
Op impuls van onder meer de voorzitter van de Commissie Damesvoetbal Marc Lesenfants zou er vanaf eind 2010 een nieuwe topklasse komen, de "Elite League", boven de bestaande nationale kampioenschappen. Deze Elite League zou zes clubs tellen, later eventueel acht, in een gesloten competitie. Er zouden enkel ploegen mogen deelnemen die zijn geassocieerd met mannenclubs uit de hoogste klassen. In 2012 ging deze Women's BeNe League uiteindelijk van start, waarbij de beste acht Belgische ploegen zich zouden meten met de acht beste Nederlandse. De Eerste Klasse bleef bestaan, maar was zo niet langer het hoogste nationale niveau en de winnaars van de Eerste Klasse konden voortaan promoveren naar het hogere niveau als ze dit wensten en aan de nodige voorwaarden voldeden. Na het derde seizoen hield de BeNe League ermee op en kwam de Super League in de plaats als het hoogste niveau: de Eerste klasse bleef zo het tweede niveau binnen het Belgische vrouwenvoetbal.

### Kampioenen

#### Chronologisch
In de jaren 1920 en 1930 was het nieuw ontstane vrouwenvoetbal verboden bij de Belgische Voetbalbond. Bij het van de voetbalbond onafhankelijke Fédération Sportive Féminine belge werd echter wel vrouwenvoetbal gespeeld op een nationaal niveau. Deze clubs zouden echter alle verdwijnen, en het vrouwenvoetbal verdween weer na de Tweede Wereldoorlog.
| - 1924 US Innovation - 1925 US Innovation - 1926 Brussels Femina - 1927 Ghent Femina - 1928 Atalante - 1929 William Elie | - 1930 William Elie - 1931 Atalante - 1932 Atalante - 1933 Atalante - 1934 Atalante |

Sinds de jaren 1970 wordt officieel vrouwenvoetbal gespeeld bij de KBVB. Tot en met 2012 werd in de Eerste Klasse gespeeld voor de landstitel.
| - 1972 Astrio Begijnendijk - 1973 Astrio Begijnendijk - 1974 Saint-Nicolas FC Liège - 1975 Astrio Begijnendijk - 1976 Standard Fémina de Liège - 1977 Standard Fémina de Liège - 1978 Standard Fémina de Liège - 1979 Herk Sport - 1980 Sefa Dames Herentals - 1981 KSV Cercle Brugge - 1982 Standard Fémina de Liège - 1983 RW Dames Herentals - 1984 Standard Fémina de Liège - 1985 Standard Fémina de Liège - 1986 Standard Fémina de Liège - 1987 Brussel Dames 71 - 1988 RW Dames Herentals - 1989 Herk Sport - 1990 Standard Fémina de Liège - 1991 Standard Fémina de Liège - 1992 Standard Fémina de Liège | - 1993 Herk Sport - 1994 Standard Fémina de Liège - 1995 RSC Anderlecht - 1996 KSC Eendracht Aalst - 1997 RSC Anderlecht - 1998 RSC Anderlecht - 1999 KSC Eendracht Aalst - 2000 KSC Eendracht Aalst - 2001 KSC Eendracht Aalst - 2002 KSC Eendracht Aalst - 2003 SK Lebeke-Aalst - 2004 Rapide Wezemaal - 2005 Rapide Wezemaal - 2006 Rapide Wezemaal - 2007 Rapide Wezemaal - 2008 KVK Tienen - 2009 Standard Fémina de Liège - 2010 Sint-Truidense VV - 2011 Standard Fémina de Liège - 2012 Standard Fémina de Liège |

Vanaf 2012 was de winnaar niet langer landskampioen.
| - 2013 DVC Eva's Tienen - 2014 DVC Eva's Tienen - 2015 DVC Eva's Tienen - 2016 Standard Luik B - 2017 AA Gent B - 2018 Kontich FC - 2019 Fémina White Star Woluwe - 2020 Eendracht Aalst - 2021 Geen kampioen, seizoen geschrapt wegens Corona - 2022 AA Gent B - 2023 Kontich FC - 2024 KVC Westerlo - 2025 Club Brugge B |

#### Titels per club
Het volgend overzicht toont het aantal titels per club tot en met seizoen 2022/2023. Tot 2012 golden deze ook als landstitel.
| Club                | Titels | Laatste | Opmerking |
| ------------------- | ------ | ------- | --- |
| Standard Luik (*)   | 16     | 2017    | De ploeg werd 1x kampioen als damessectie van Saint-Nicolas FC Liège en 14x als Standard Fémina de Liège De B-ploeg werd ook al één keer kampioen in eerste nationale. |
| RSC Anderlecht (*)  | 10     | 2023    | De ploeg werd 1x kampioen als Brussel Dames 71, voor ze fusioneerde met RSC Anderlecht                                                                                 |
| Eendracht Aalst     | 6      | 2020    | De club is sinds 2003 autonoom als VC Dames Eendracht Aalst |
| Sint-Truidense VV   | 5      | 2010    | De club heette tot 2007 Rapide Wezemaal en haalde tot dan vier titels.                                                                                                 |
| DVC Eva's Tienen    | 4      | 2015    | Eén landstitel als KVK Tienen, drie titels na 2012 (deze gelden niet meer als landstitels)                                                                             |
| Herk Sport          | 3      | 1993    | Werd in 1997 autonoom als VV Halen-Zelem, maar in 1999 geschrapt |
| RW Dames Herentals  | 3      | 1988    | 1x kampioen als Sefa Dames Herentals, opgeheven in 1998 |
| Astrio Begijnendijk | 3      | 1975    | 2x kampioen na een eindronde, de club speelt sinds 2008 als KSK Heist                                                                                                  |
| AA Gent (*)         | 2      | 2022    | Kampioenschap voor AA Gent B |
| Kontich FC          | 2      | 2023    | |
| KSV Cercle Brugge   | 1      | 1981    | De club is sinds 1998 autonoom als Cerkelladies Brugge |
| SK Lebeke-Aalst     | 1      | 2003    | De club is in 2007 opgeheven |
| WS Woluwe           | 1      | 2019    | |
| KVC Westerlo        | 1      | 2024    | |
| Club Brugge B       | 1      | 2025    | |

Vetgedrukte clubs spelen nu (2020-21) in Eerste klasse, schuingedrukte clubs zijn opgeheven. Een asterisk betekent dat enkel de B-ploeg van deze club momenteel in deze reeks speelt, niet de A-ploeg.